# Kościół Świętej Trójcy w Okopach
Kościół pw. Świętej Trójcy w Okopach – zabytkowy rzymskokatolicki kościół pod wezwaniem Trójcy Świętej we wsi Okopach w rejonie borszczowskim obwodu tarnopolskiego na Ukrainie. Leży na terenie dawnej twierdzy Okopy Świętej Trójcy. Niewielki barokowy budynek, nawa i prezbiterium na planie prostokąta. Na fasadzie znajduje się kamienna tablica z wyrytymi datami 1693-1769-1903. Od strony wschodniej znajduje się kamienna dzwonnica.
Kościół parafialny parafii Trójcy Przenajświętszej w Okopach Świętej Trójcy.

## Historia
Dla duchowej posługi w twierdzy, rycerze zbudowali w latach 1700-1705 kościół pw. Trójcy Świętej. Fundatorem tego kościoła był ówczesny komendant generał Grzegorz Bartsch.  
Pierwszy raz został zniszczony w 1769 roku podczas konfederacji barskiej. W Okopach Kazimierz Pułaski bronił się tam przed atakami wojsk rosyjskich, które po zdobyciu fortecy wymordowały wszystkich rannych konfederatów.
W 1903 roku kościół został odbudowany. W 1939 roku został zamknięty i opuszczony. W 1943 roku został spalony przez członków Ukraińskiej Armii Powstańczej. Po 1945 roku wyposażenie świątyni rozgrabiono, a budynek przeznaczono na magazyn. Po rozpadzie ZSRR nie odbudowano kościoła, ponieważ sądzono, że w Okopach nie przetrwali katolicy. W 2012 roku utworzono parafię i rozpoczęto prace przy odbudowie budynku. 
W latach 2013–2014 dzięki stowarzyszeniu Przyjaciół Podola oraz dofinansowaniu z Ministerstwa Kultury i Dziedzictwa Narodowego budynek zadaszono i otynkowano wnętrze. 25 maja 2013 roku odbył się odpust połączony z I Komunią Świętą. 25 sierpnia 2013 roku Okopy odwiedzili uczestnicy XIII motocyklowego rajdu katyńskiego. Odprawiono tam Mszę Świętą z udziałem mieszkańców wsi. Kościół został rekonsekrowany 15 czerwca 2014 roku. We wnętrzu zachowały się pozostałości fresków z czasu odbudowy kościoła w 1903 roku.
Sługa Boży ks. Stanisław Szulmiński został mianowany w roku 1939 proboszczem Parafii rzymskokatolickiej w Okopach Świętej Trójcy. Wybuch wojny, a następnie aresztowanie przez NKWD 24 października 1939 w Nowogródku uniemożliwiły mu objęcie placówki. 

## Wnętrze

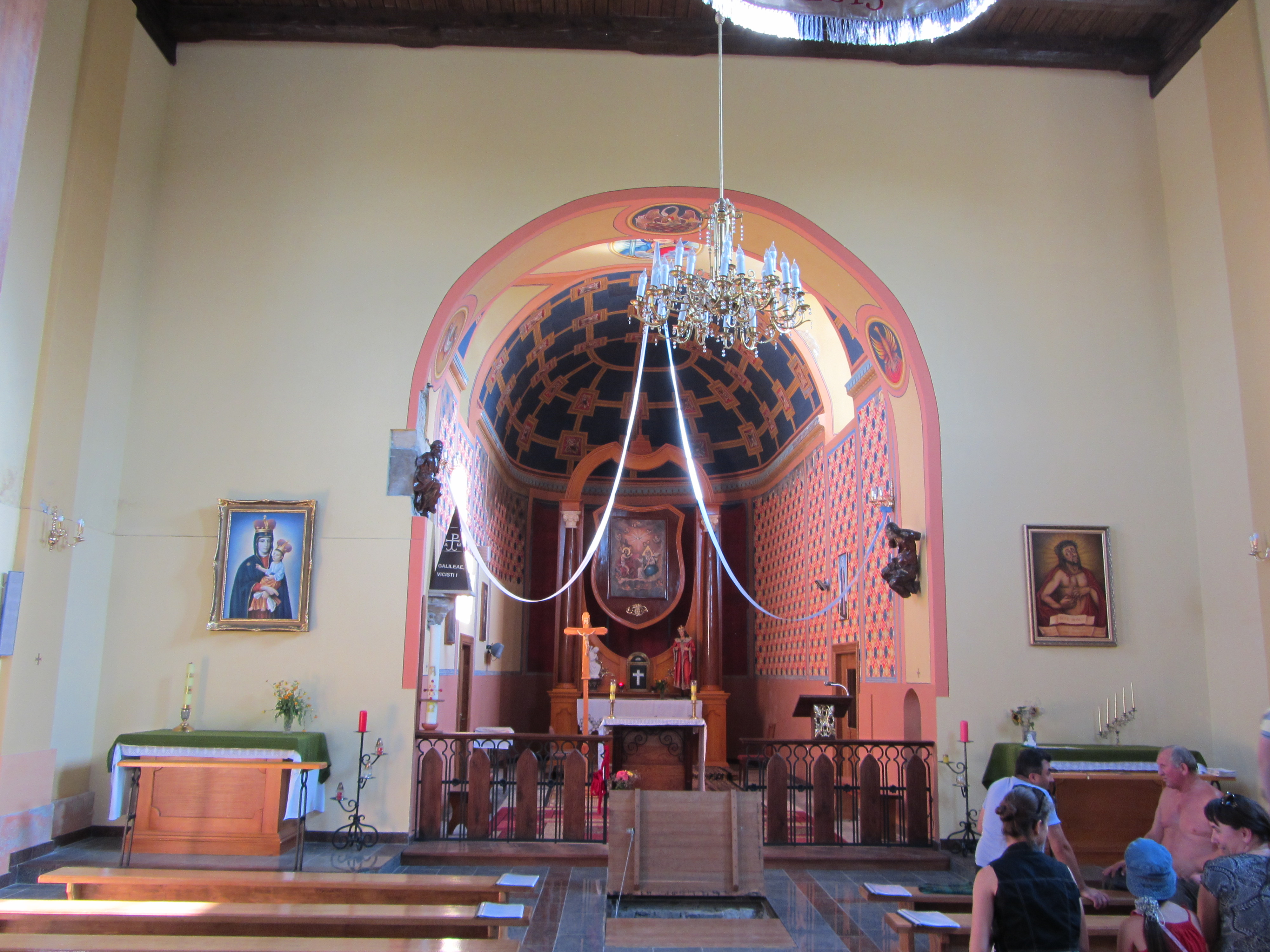
Wnętrze kościoła po restauracji w 2013
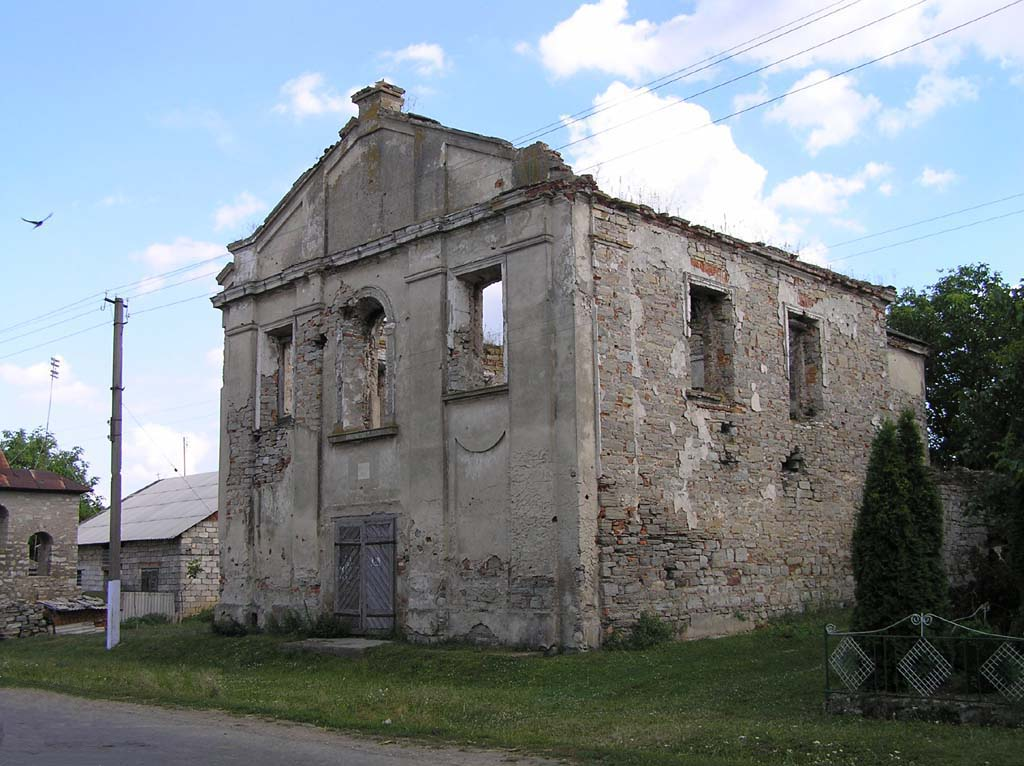
Zrujnowany kościół w lipcu 2005 roku, przed odbudową w 2013
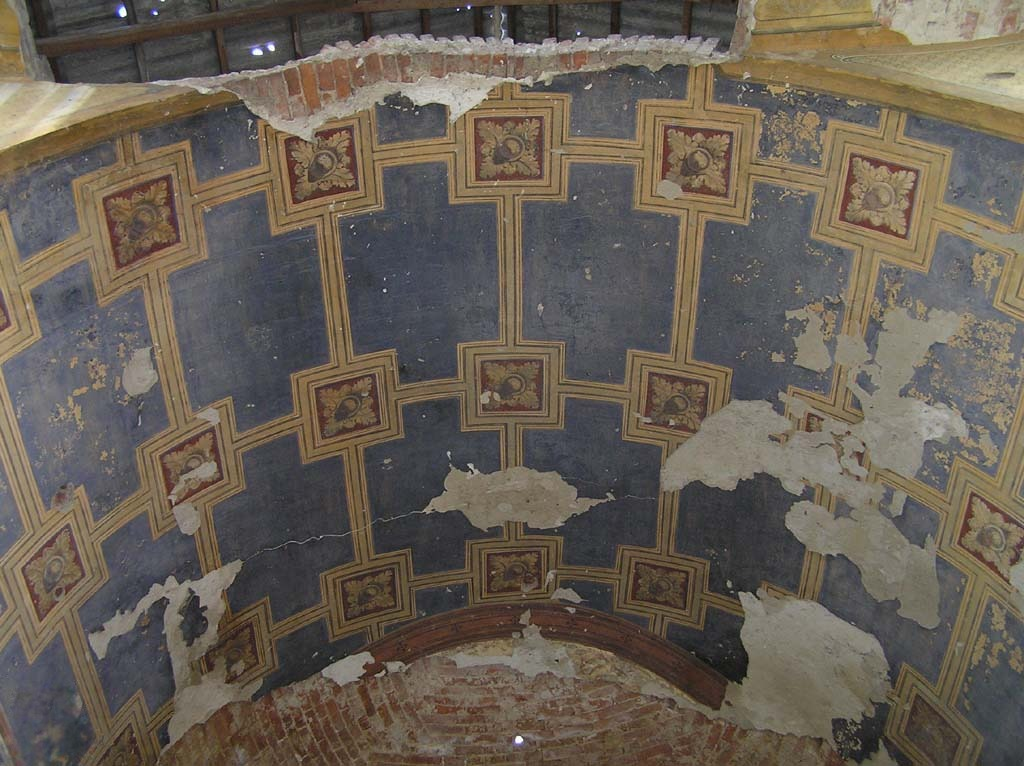
Pozostałości polichromii z 1903 roku w prezbiterium kościoła
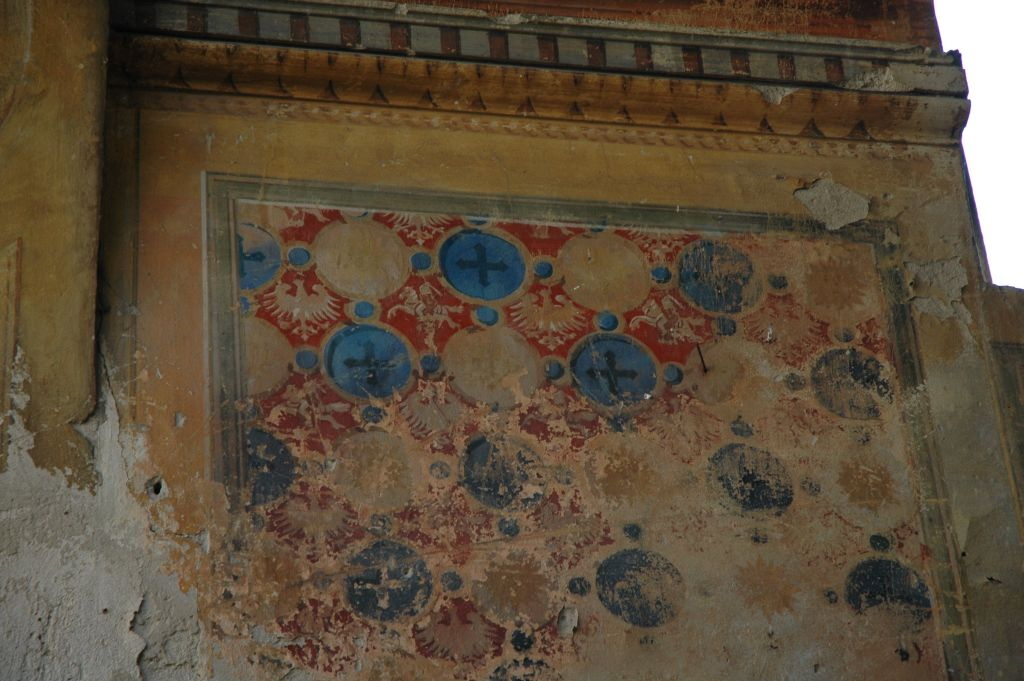
Pozostałości polichromii z 1903 roku w prezbiterium kościoła